# Тестије
Тестије (грч. Θέστιος) је у грчкој митологији био краљ Плеурона у Етолији.

## Етимологија
Име Тестије је можда облик мушког рода од thea hestia, што би значило „богиња Хестија“, али иначе има значење „божански звуци“.

## Митологија
Био је син бога рата Ареја и Демонике или Андродике. Према неким ауторима, био је Агеноров син и унук Плеурона, краља Етолије. Са Еуритемидом (или Леукипом, Лаофонтом или Дејдамијом) је имао кћерке Алтеју, Леду и Хипермнестру. Такође је имао и синове, Тестијаде — Ификла, Еуипа, Плексипа и Еурипила, а приписивани су му и синови Протој и Комет. У лову на Калидонског вепра је тврдио да је животињу оборио на земљу Ификло, када је дошло до спора коме припада кожа. То је изазвало рат између Курета, са којима су били и Тестијади и Калидонаца са којима је био Мелеагар. Када су Тиндареј и Икарије били протерани из Лакедемоније, Тестије их је примио и они су му постали савезници у борби против суседа. О њему су писали Аполодор, Хигин и Паусанија.

## Друге личности
Према Паусанији, Тестије је био Теспије.